# Montcalm (Virginie-Occidentale)
Pour les articles homonymes, voir Montcalm.
Montcalm est un census-designated place (CDP) du comté de Mercer, en Virginie-Occidentale, aux États-Unis. 

## Population
La population était de Montcalm était de 726 habitants au recensement de 2010.